# Lista de prefeitos de Cubati
Esta é a lista de prefeitos do município de Cubati, estado brasileiro da Paraíba.
Até 1959, as funções executivas de Cubati eram exercidas pela municipalidade de Picuí. Em 30 de abril deste ano com a Emancipação Política da localidade, fora criado o cargo de Prefeito Municipal, sendo o primeiro prefeito o Sr. José Paulino da Costa, em caráter interino. Em 2 de agosto de 1959 se realizaram as primeiras eleições municipais, vencidas pelo Sr. José de Medeiros Dantas, filiado ao Partido Trabalhista Brasileiro, obtendo 62,33% dos votos válidos, frente ao Sr. Leôncio Sales Dantas do Partido Social Democrático.
O cargo de prefeito no Brasil, foi criado em 11 de abril de 1835, pela assembleia provincial paulista, em reação aos amplos poderes conferidos pelo Código de Processo Criminal de 1832 às câmaras municipais. Seguiram o exemplo paulista seis províncias do nordeste brasileiro (Alagoas, Ceará, Maranhão, Paraíba, Pernambuco e Sergipe).
Sob a vigente ordem constitucional, essa designação é dada ao funcionário público do Poder Executivo municipal, que exerce seu cargo em função de uma legislatura (mandato), sendo para tanto eleito a cada quatro anos, podendo ser reeleito por mais 4 anos (segundo mandato).
Funções
O poder executivo municipal chefia a administração e comanda os serviços públicos, tendo como comandante o prefeito.
A partir da constituição brasileira de 1934, o cargo de prefeito passou a ser o único, em todo o Brasil, ao qual estão atribuídas as funções de chefe do poder executivo do governo local, em simetria aos chefes dos executivos da União e do estado, portanto, em forma monocrática. Este texto quer dizer que deverá haver harmonia e integração de ação entre as esferas envolvidas sem a intervenção de uma na outra, exceto nos casos previstos na Constituição Federal.
Eleições
O prefeito é eleito por sufrágio universal, secreto, direto, em pleito simultâneo em todo o País, realizado a cada quatro anos, no primeiro domingo de outubro.
E trinta dias após tem lugar o segundo turno, se o eleito em primeiro lugar não atingir 50% dos votos válidos mais um voto, no caso de municípios com mais de duzentos mil eleitores.
Conforme a legislação eleitoral atual no Brasil para tornar-se elegível, exige-se uma série de requisitos;
- Possuir nacionalidade brasileira ou portuguesa (neste caso, o cidadão português deve se encontrar amparado pelo Estatuto de Igualdade entre Portugueses e Brasileiros),
- Título de eleitor em dia e estar em gozo pleno do exercício dos direitos políticos,
- Domicilio eleitoral na circunscrição na qual o candidato se apresenta,
- Filiação partidária,
- Ser alfabetizado (tópico invalidado pela atual constituição brasileira de 1988),
- Desincompatibilização de cargo público — Se ocupa um cargo público deve sair seis meses antes das eleições e voltar caso possa só após seis meses ao pleito eleitoral,
- Renúncia de outro mandado até seis meses antes do pleito e não ser parente afim ou consangüíneo, até segundo grau, ou cônjuge de titular de cargo eletivo; pode, entretanto, ser candidato à reeleição (artigo 14 da Constituição),
- Ter idade mínima de 21 anos.

| Nº | Nome                                      | Partido     | Imagem                 | Início do mandato       | Fim do mandato                          | Observações                            |
| -- | ----------------------------------------- | ----------- | ---------------------- | ----------------------- | --------------------------------------- | -------------------------------------- |
| 1  | José Paulino da Costa                     | Sem Partido |                        | 6 de julho de 1959      | 30 de novembro de 1959                  | Prefeito interino                      |
| 2  | José de Medeiros Dantas                   | PTB         |                        | 1.º de dezembro de 1959 | 30 de novembro de 1963                  | Prefeito eleito em sufrágio universal  |
| 3  | Antônio Fernandes de Macêdo               | UDN         |                        | 1.º de dezembro de 1963 | 6 de fevereiro de 1967                  | Prefeito eleito em sufrágio universal  |
| 4  | Severino Carolino Sobrinho                | PTB         |                        | 7 de fevereiro de 1967  | 30 de janeiro de 1969                   | Vice, assumiu após renúncia do titular |
| 5  | José de Medeiros Dantas                   | ARENA       |                        | 31 de janeiro de 1969   | 30 de janeiro de 1973                   | Prefeito eleito em sufrágio universal  |
| 6  | Antônio Fernandes de Macêdo               | ARENA       |                        | 31 de janeiro de 1973   | 30 de janeiro de 1977                   | Prefeito eleito em sufrágio universal  |
| 7  | José de Medeiros Dantas                   | ARENA       |                        | 31 de janeiro de 1977   | 30 de janeiro de 1982                   | Prefeito eleito em sufrágio universal  |
| 8  | Severino Carolino Sobrinho                | PMDB        |                        | 31 de janeiro de 1982   | 31 de dezembro de 1988                  | Prefeito eleito em sufrágio universal  |
| 9  | Janúncio Batista da Costa                 | PFL         |                        | 1.º de janeiro de 1989  | 31 de dezembro de 1992                  | Prefeito eleito em sufrágio universal  |
| 10 | Ernando Davince de Lima                   | PMDB        |                        | 1.º de janeiro de 1993  | 31 de dezembro de 1996                  | Prefeito eleito em sufrágio universal  |
| 11 | Janúncio Batista da Costa                 | PMDB        |                        | 1.º de janeiro de 1997  | 31 de dezembro de 2000                  | Prefeito eleito em sufrágio universal  |
| 12 | Josinaldo Vieira da Costa                 | PPB         |                        | 1.º de janeiro de 2001  | 31 de dezembro de 2004                  | Prefeito eleito em sufrágio universal  |
| 12 | Josinaldo Vieira da Costa                 | PP          | 1.º de janeiro de 2005 | 31 de dezembro de 2008  | Prefeito reeleito                       |                                        |
| 13 | Dimas Pereira da Silva                    | PP          |                        | 1.º de janeiro de 2009  | 31 de dezembro de 2012                  | Prefeito eleito em sufrágio universal  |
| 14 | Eduardo Ronielle Guimarães Martins Dantas | PMDB        |                        | 1.º de janeiro de 2013  | 31 de dezembro de 2016                  | Prefeito eleito em sufrágio universal  |
| 14 | Eduardo Ronielle Guimarães Martins Dantas | PSB         | 1.º de janeiro de 2017 | Atual                   | Prefeito reeleito                       |                                        |
| 15 | José Ribeiro de Oliveira                  | CDD         |                        | 1° de janeiro de 2021   | 31 de dezembro de 2024                  | Prefeito eleito em sufrágio universal  |
| 15 | José Ribeiro de Oliveira                  | PSB         | 1° de janeiro de 2025  | Atualidade              | Prefeito reeleito em sufrágio universal |                                        |